# Hydropsyche taiwanensis
Hydropsyche taiwanensis är en nattsländeart som beskrevs av Wolfram Mey 1998. Hydropsyche taiwanensis ingår i släktet Hydropsyche och familjen ryssjenattsländor. Inga underarter finns listade i Catalogue of Life.